# Place du Marché-Sainte-Catherine
Ne doit pas être confondu avec Mercat de Santa Caterina.
La place du Marché-Sainte-Catherine est une place située dans le 4e arrondissement de Paris.

## Situation et accès
Elle est tracée par les rues Caron, Necker, d'Ormesson et de Jarente.
Pratiquement interdite à la circulation des voitures, pavée, ornée d'arbres et de bancs publics, elle sert notamment de terrasse à plusieurs restaurants.
Le site est desservi par la station Saint-Paul de la ligne 1 du métro de Paris.

## Origine du nom
Son nom rappelle que le marché établi sur l'emplacement de l'ancien couvent Sainte-Catherine-du-Val-des-Écoliers.

## Historique
Le prieuré royal de la Couture-Sainte-Catherine est détruit entre 1773 et 1777.
En 1778, l’avocat au Parlement Jacques-François Marchand du Colombier acquiert aux enchères les terrains de l'ancien couvent, afin d'y édifier un marché et de créer les rues environnantes. Ce marché couvert remplace celui, en plein air, de la rue Saint-Antoine, qui obstruait la voie et posait des problèmes d’insalubrité.
Le plan définitif de la place est arrêté par lettres patentes du 15 avril 1783. La place est exécutée, en 1784,  par le contrôleur général des Finances, Henri Le Fèvre d'Ormesson, et l'architecte Louis Caron. Elle est entourée de grands immeubles construits vers 1787 et forme un ensemble homogène. Au centre, sont construites deux halles couvertes en bois : l'une abritant les boulangers, l'autre les marchands d'herbes. Elles sont inaugurées en 1789 et détruites en 1929. Sur le terre-plein central sont plantés des mûriers blancs de Chine[Quand ?][réf. nécessaire].